# 国分盛定
国分 盛定（こくぶん もりさだ、応永4年（1397年）? - 宝徳2年6月7日（1450年7月15日）?）は室町時代に日本の陸奥国宮城郡にいたとされる武士である。国分盛行の若年時に政務を後見したとされるが、実在しない可能性もある。
国分氏は室町時代から戦国時代末まで宮城郡南部にいた一族だが、盛定の名は江戸時代に佐久間義和が編纂した「平姓国分氏系図」にのみ現れる。それによれば、盛定の父は国分盛経、母は高柳信康の女、兄に国分盛忠、弟に永経、盛信、妹が一人がいて黒川氏基の妻になった。子は男子が少なくとも二人おり、次男が国分盛行である。
同系図によれば、国分盛定は彦六郎と名乗り、官名として従六位、兵庫助を称した。宝徳2年（1450年）6月7日に54歳で死んだので、逆算すれば応永4年（1397年）生まれとなる。応永27年（1420年）春に鎌倉公方足利持氏に仕えて名取郡で500余町を賜り、相模国の鎌倉山に住んだ。宮城郡で国分氏を継いだ兄に後継ぎがなかったため、次男の盛行を養子にやった。永享9年（1437年）11月13日に兄が死ぬと、後を継いだ盛行がまだ若年（17歳）のため、盛定が帰国して政務を見た。
ただし、佐久間編の系図は一人一人の事績を詳しく記すわりに信頼性が高くないので、以上の記述が正しいかどうかはわからない。国分盛行の活動年代を繰り上げるような他の伝えもある。盛定という人物の存在も確かなこととは言えない面がある。